# Флотска кула
Флотската кула, или Кулата на Рожественски, е известна сграда в Русе.
В нея е разположена хидрометеорологичната станция на Изпълнителната агенция за проучване и поддържане на река Дунав в Русе.
С нейната история започват първите редовни метеорологични наблюдения по българските земи през 1860 година. Тогава те са правени в Австро-унгарското консулство в Русе по инициатива на консула Мартирут. Извършват ги секретарите по поръчка на Австрийския метеорологичен институт във Виена за обслужване на корабоплаването по река Дунав по указания на виенския метеоролог Юлиус фон Хан. Тази първа по българските земи метеорологична станция се помещава в самото консулство и функционира до 1872 година.
Само няколко години по-късно – през 1879 година, със създаването на Дунавската флотилия, в Русе са положени основите на българския военен флот. А 4 години по-късно, на 2 декември 1883 година, тогавашнят ѝ началник капитан-лейтенант Зинови Петрович Рожественски (през 1905 г. произведен във вицеадмирал по време на Руско-японската война), прави постъпки пред Министерството на войната за построяването на метеорологична станция и закупуването на необходимите уреди. Тази дата се смята и за рождена на Хидрографската служба на Военноморските сили.
Проектът за строеж на метеорологична станция е дело на австрийския архитект Фридрих Грюнангер, като е осъществен през 1885 година. Сградата представлява оригинална каменна кула – красива и уникална за страната, издигната на ръба на 46-метрова тераса при старото устие на река Русенски Лом, върху останките на турската крепост Месихтабия в близост до някогашните казарми.
От кулата моряците от Дунавската флотилия подавали сигнали към корабите и приемали техните отговори, а русенци дълги години я знаели като Кулата на Рожественски. В страната тя е единствената кула, построена за метеорологична станция, и едновременно с това служила за наблюдателен пост на моряците от Дунавската флотилия.